# Synaphea obtusata
Synaphea obtusata är en tvåhjärtbladig växtart som först beskrevs av Meissn., och fick sitt nu gällande namn av Alexander Segger George. Synaphea obtusata ingår i släktet Synaphea och familjen Proteaceae. Inga underarter finns listade i Catalogue of Life.